# Emiliano Fernández de Pinedo
Emiliano Fernández de Pinedo Fernández (Bilbao, 4 de abril de 1943), es un historiador español, especialista en historia económica, especialmente para el País Vasco y los siglos XVIII al XX.
Es Catedrático de la Universidad del País Vasco (Departamento de Historia e instituciones económicas).

## Obras
- Centralismo, ilustración y agonía del antiguo régimen : (1715-1834)
- Emigración vasca a América, siglos XIX y XX
- Crecimiento económico y transformaciones sociales del País Vasco : (1100-1850)
- Trabajo agrícola y manufacturas rurales en el País Vasco holohúmedo
- La industrialización del Norte de España. Estado de la cuestión
- Haciendas forales y revolución burguesa: las haciendas vascas en la primera mitad del siglo XIX

- Datos: Q5830876